# OBI
OBI je německý řetězec hobbymarketů, který působí v 10 zemích Evropy včetně Česka. Značku OBI nadále používají také prodejny v Rusku, které byly v dubnu 2022 prodány místnímu investorovi. V roce 2021 měl řetězec tržby 6,149 mld. € a zaměstnával téměř 35 tisíc lidí v celkem 672 prodejnách. V Česku mělo OBI ve stejném roce 1,8 tis. zaměstnanců a 33 prodejen. S tržbami 8,717 mld. Kč bylo druhým největším řetězcem hobbymarketů v Česku (po Hornbachu) podle žebříčku Top 50 českého obchodu časopisu Zboží a prodej.

## OBI ve světě

### Vznik
Řetězec OBI založili podnikatelé Emil Lux, Manfred Maus a Klaus Birker. První prodejna vznikla v roce 1970 na předměstí Hamburku. Název OBI pochází z francouzské výslovnosti slova hobby. V 80. letech koupila majoritní podíl v OBI obchodní skupina Tengelmann.

### Expanze
V 90. letech řetězec zahájil mezinárodní expanzi. První zemí, na jejíž trh vstoupil, se v roce 1991 stala Itálie, následovaly další země ve střední a východní Evropě. V některých lokalitách se OBI spojilo s franšízovými partnery, například v Bosně a Hercegovině, kde od roku 2003 funguje jediná prodejna v Sarajevu.
Kromě evropských zemí zkoušelo OBI proniknout na trh také v Číně, kde působilo mezi lety 2000 a 2005. Neúspěšná byla také expanze na Ukrajinu (2007–2014) a do Chorvatska a Rumunska (2008–2014).
V roce 2016 OBI v Česku, Rakousku, na Slovensku a ve Slovinsku převzalo celkem 68 prodejen krachujícího řetězce bauMax. Řetězec tak nově vstoupil na slovenský trh.
V letech 2018–2022 fungovala prodejna OBI v Almaty v Kazachstánu.
V důsledku invaze na Ukrajinu OBI v březnu 2022 uzavřelo prodejny v Rusku. Prodejny byly znovu otevřeny v dubnu, ovšem již pod ruským vedením. Formálně k prodeji ruského podnikání došlo v létě 2022. Ruský investor za prodejny zaplatil symbolických 10 € a převzal na sebe závazky společnosti v hodnotě dalších 30 mil. €. Jednou z podmínek transakce bylo, že řetězec přestane používat název OBI, k čemuž zatím (březen 2023) nedošlo. V prosinci 2022 jedna z prodejen v Moskvě vyhořela, při požáru zemřel pracovník ostrahy.
| Země                | Rok vstupu | Počet prodejen | K datu  |
| ------------------- | ---------- | -------------- | ------- |
| Bosna a Hercegovina | 2003       | 1              | 12/2021 |
| Česko               | 1995       | 32             | 03/2023 |
| Itálie              | 1991       | 57             | 12/2021 |
| Maďarsko            | 1994       | 30             | 12/2021 |
| Německo             | 1970       | 351            | 12/2021 |
| Polsko              | 1997       | 59             | 12/2021 |
| Rakousko            | 1995       | 79             | 12/2021 |
| Slovensko           | 2016       | 17             | 03/2023 |
| Slovinsko           | 1998       | 8              | 12/2021 |
| Švýcarsko           | 1999       | 11             | 12/2021 |

## OBI v Česku
OBI v Česku podniká prostřednictvím firmy OBI Česká republika s.r.o., která je vedena u Městského soudu v Praze a má IČ 604 70 968. Firma byla založena v roce 1994 pod názvem Superhoby Systémová centrála, spol. s r.o., mezi lety 1997 a 2007 potom byla v obchodním rejstříku zapsána jako OBI Systémová centrála, spol. s r.o. Sídlo firmy se od roku 2012 nachází na Budějovické ulici v Praze.

### Historie

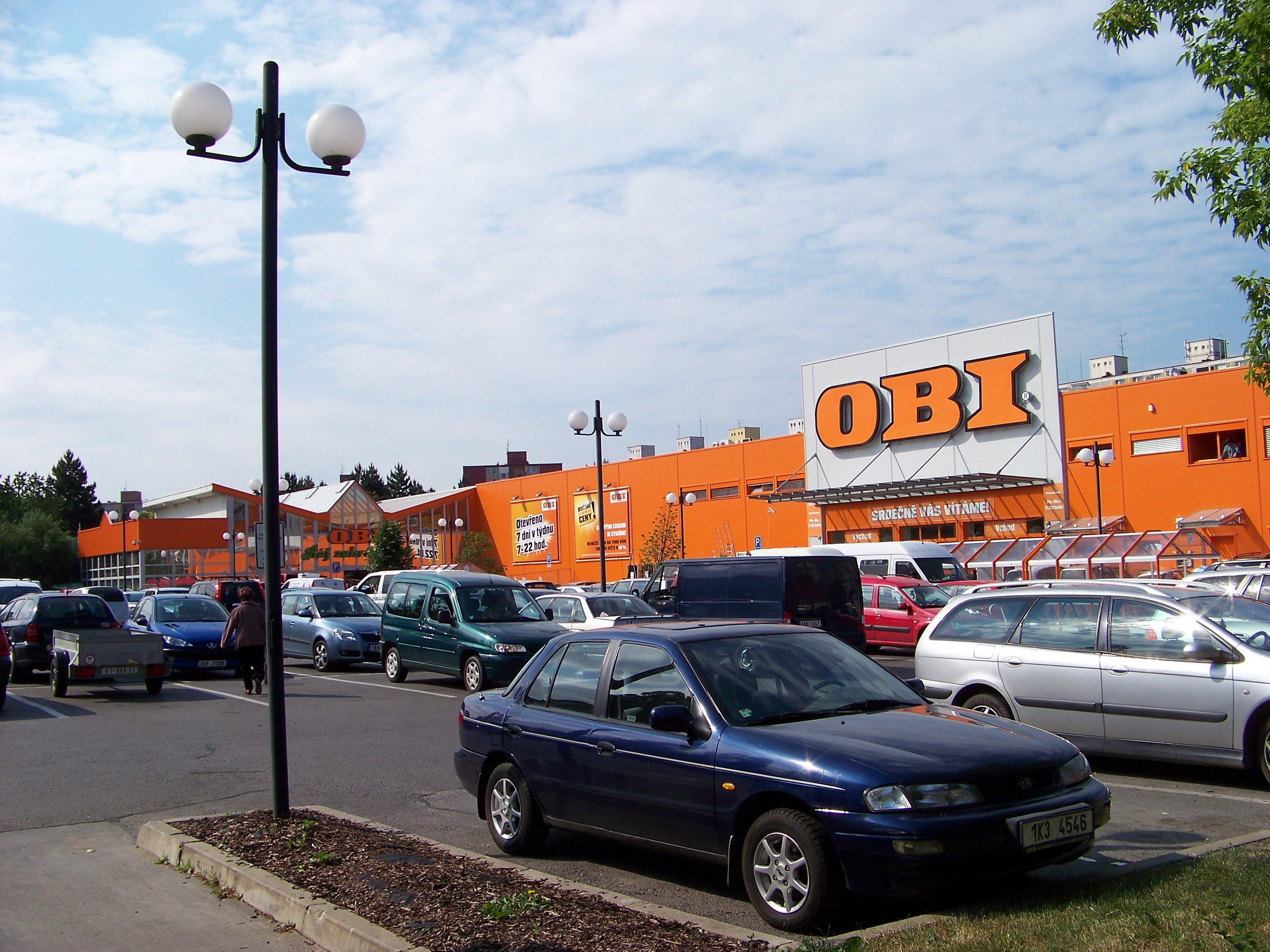
OBI v Praze-Kamýku (2012)

První prodejna OBI v České republice vznikla v roce 1995 v Praze-Štěrboholech (v roce 2001 ovšem byla zbourána a nahrazena novostavbou v rámci výstavby obchodního centra EUROPARK).
Kromě prodejen vlastněných přímo řetězcem v tuzemsku mezi lety 1998 a 2005 vzniklo také šest franšízových prodejen OBI spravovaných společností Global Stores, a to v Brně, Českých Budějovicích, Hodoníně, Pardubicích, Praze-Roztylech a Zlíně. Pět z nich se po ukončení franšízové spolupráce v srpnu 2013 osamostatnilo pod značkou UNI HOBBY, hobbymarket v Praze na Roztylech zůstal v síti OBI. Počátkem roku 2016 OBI naopak čtyři hobbymarkety převzalo, a to od krachujícího řetězce bauMax. Kromě Brna a Zlína šlo ještě o prodejny v Jihlavě a Přerově.

### Prodejny
V březnu 2023 v Česku fungovalo 32 prodejen OBI. Počet prodejen OBI v Česku dosáhl vrcholu koncem roku 2012, kdy jich fungovalo 34. V následujícím roce došlo k přenechání pěti prodejen řetězci UNI HOBBY, uzavření starší plzeňské prodejny a otevření nové prodejny v Jablonci nad Nisou. Po převzetí čtyř prodejen bauMax v roce 2016 počet prodejen vzrostl na 33, poté opět klesl na 32 kvůli uzavření prodejny v Liberci-Starých Pavlovicích v červenci 2022.
| Kraj            | Počet prodejen | Lokace                                      |
| --------------- | -------------- | ------------------------------------------- |
| Jihomoravský    | 1              | Brno                                        |
| Jihočeský       | 1              | Písek                                       |
| Karlovarský     | 2              | Cheb, Karlovy Vary                          |
| Královéhradecký | 2              | Hradec Králové, Trutnov                     |
| Liberecký       | 2              | Česká Lípa, Jablonec nad Nisou              |
| Moravskoslezský | 4              | Frýdek-Místek, Havířov, Opava, Ostrava      |
| Olomoucký       | 3              | Olomouc, Přerov, Prostějov                  |
| Plzeňský        | 2              | Klatovy, Plzeň                              |
| Praha           | 5              | Kamýk, Prosek, Roztyly, Ruzyně, Štěrboholy  |
| Středočeský     | 4              | Kolín, Králův Dvůr, Mladá Boleslav, Příbram |
| Ústecký         | 4              | Litoměřice, Most, Teplice, Ústí nad Labem   |
| Vysočina        | 1              | Jihlava                                     |
| Zlínský         | 1              | Zlín                                        |

### Ocenění
OBI se v ročnících 2003–2016, 2020 a 2021 stalo vítězem kategorie Obchodník pro dům, zahradu a chovatele soutěže Mastercard Obchodník roku. V ročnících 2017–2019 se řetězec umístil na druhé příčce.

## Zajímavosti
- Ke konci srpna 2022 OBI v Česku přestalo vydávat tištěné reklamní letáky.